# Monte Khwajeh

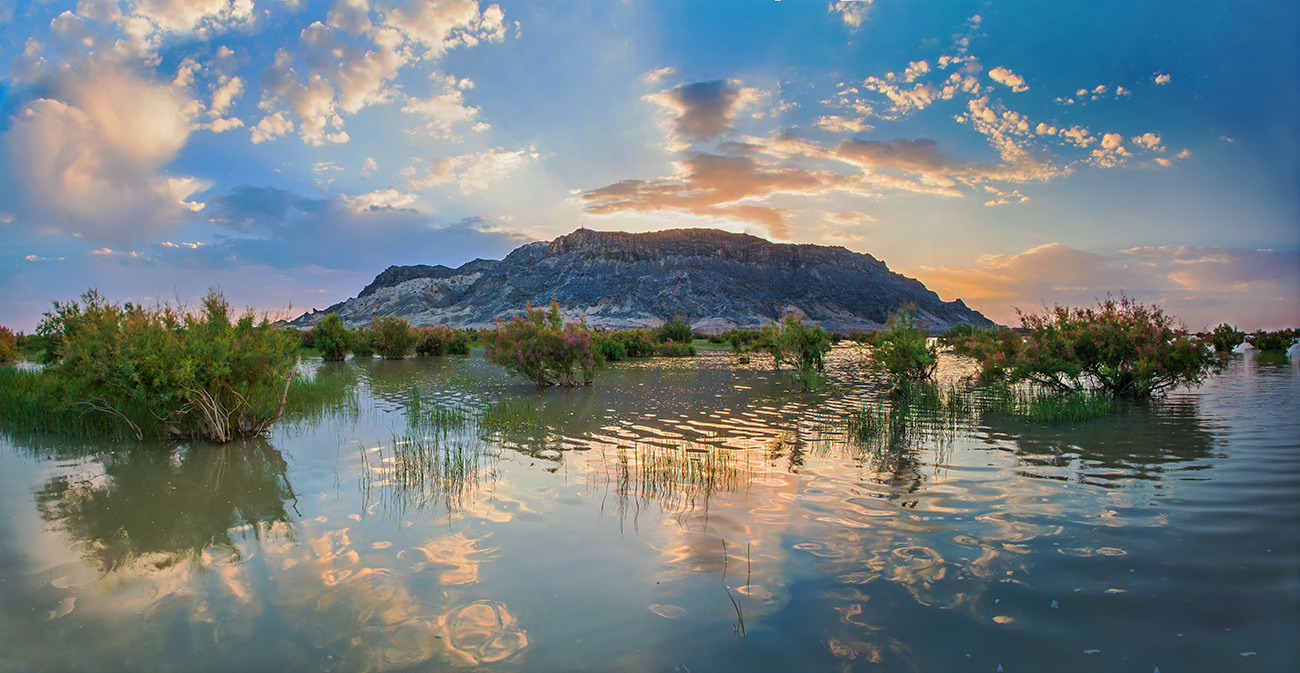
Panorama del monte Khajeh

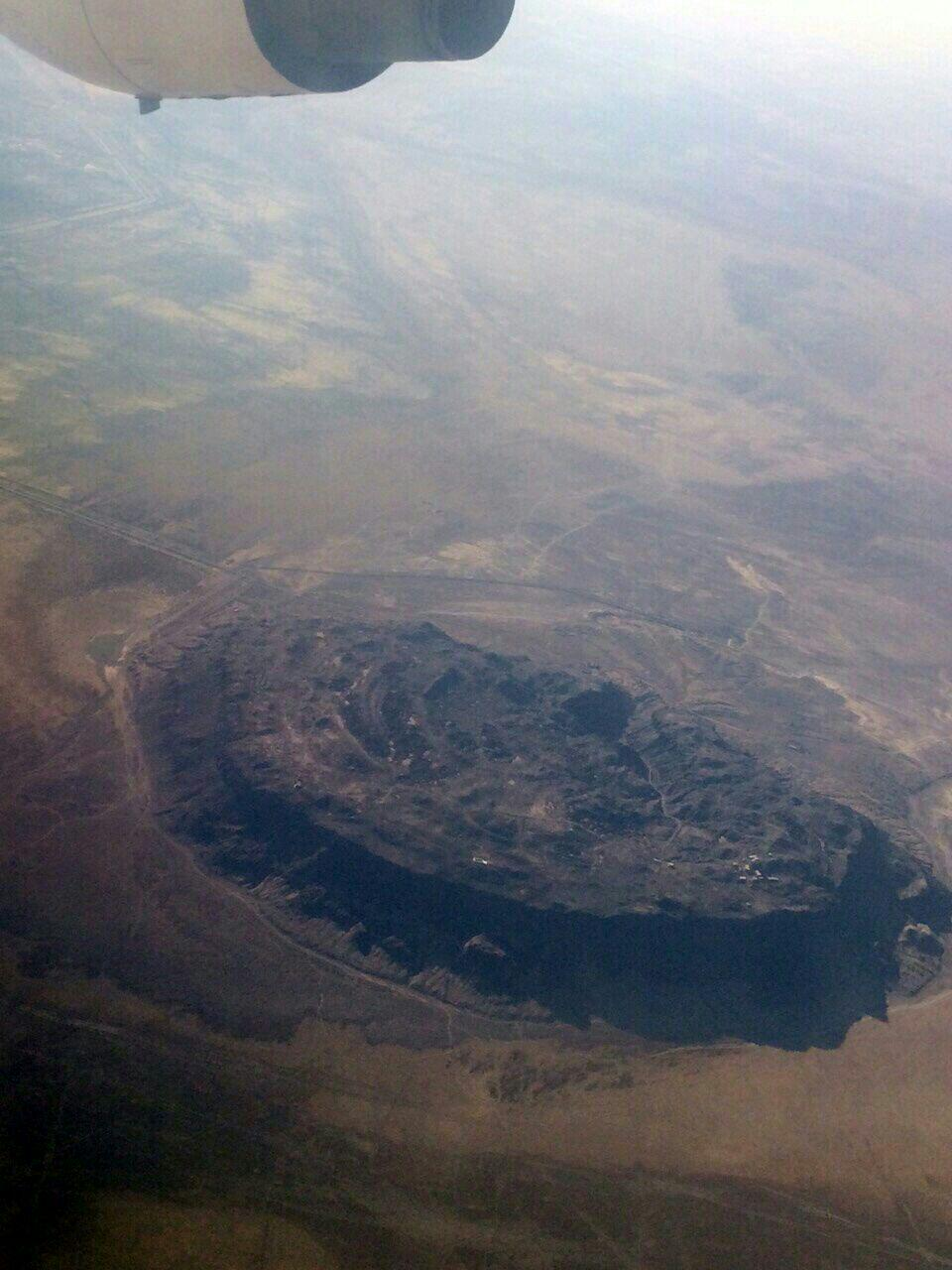
Vista aérea

El monte Khwaja o monte Khwajeh (localmente: Kuh-e Khvājeh o Kuh-e Khwâja, en persa: کوه خواجه‎) es una colina de basalto negro de cima plana que se eleva como una isla en medio del lago Hamun, en la provincia iraní de Sistán y Baluchistán.
El monte Khwaja también se considera un sitio arqueológico importante y el 9 de agosto de 2007 fue incorporado por Irán a su Lista indicativa.

## Descripción
El afloramiento de lava basáltica de forma trapezoidal, ubicado a 30 km al suroeste de la localidad de Zabol, se eleva 609 metros sobre el nivel del mar y tiene un diámetro que oscila entre 2,0 y 2,5 kilómetros. Es la única altura natural en la región del Sistán, y lleva el nombre de un lugar de perenigración islámico en la colina: la tumba y el santuario de Khwaja Ali Mahdi, un descendiente de Ali ibn Abi Talib.
El monte Khwaja también se considera un sitio arqueológico importante. Sobre el promontorio sur de la vertiente oriental, las ruinas de un complejo de ciudadela —conocido como Ghagha-Shahr— con los restos de un templo de fuego datan del Irán preislámico. Según la leyenda zoroastriana, el lago Hamun es «el guardián de la semilla de Zoroastro». En la escatología zoroastriana, cuando la renovación final del mundo esté cerca, las doncellas entrarán en el lago y darán a luz a los Saoshyants, los salvadores de la humanidad.
El templo de fuego se encuentra en una terraza detrás de altos muros y está protegido por dos fuertes, cuyos restos se conocen como Kok-e Zal y Chehel Dokhtaran respectivamente. En conjunto, las ruinas se llaman Qal'a-e Kafaran, lit. 'Fuerte de los infieles' o Qal'a-e Sam, 'Fuerte de Sam', el abuelo del mítico Rostam (una de las fortalezas aquí se llama «castillo de Rostam»). Ambos nombres reflejan la herencia preislámica. Los muros del templo alguna vez estuvieron extravagantemente decorados con murales, algunos de los cuales ahora se exhiben en museos en Teherán, Berlín, Nueva Delhi y Nueva York.
El complejo de la ciudadela fue estudiado por primera vez por Marc Aurel Stein en 1915-1916. El sitio fue excavado más tarde por Ernst Herzfeld, y fue nuevamente estudiado en parte por Giorgio Gullini durante una breve expedición en 1960. Inicialmente, Herzfeld fechó tentativamente el complejo del palacio en el siglo I d. C., es decir, el período Arsacida (248 a. C. a 224 d. C.). Herzfeld luego revisó su estimación a una fecha posterior y actualmente el período sasánida.(224-651) generalmente se considera más probable. A este último período se atribuyen tres bajorrelieves en los muros exteriores que representan jinetes y caballos. Más allá de la ciudadela, en la parte superior de la meseta, hay otros edificios independientes, de función incierta y que probablemente datan del período islámico.

## Murales

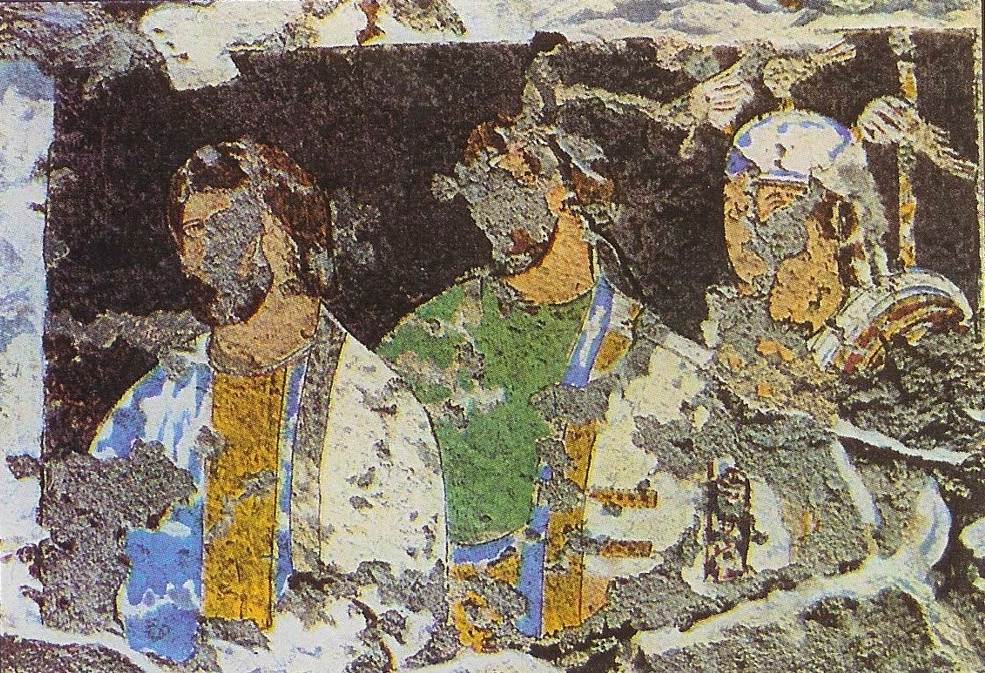
Mural del monte Khajeh
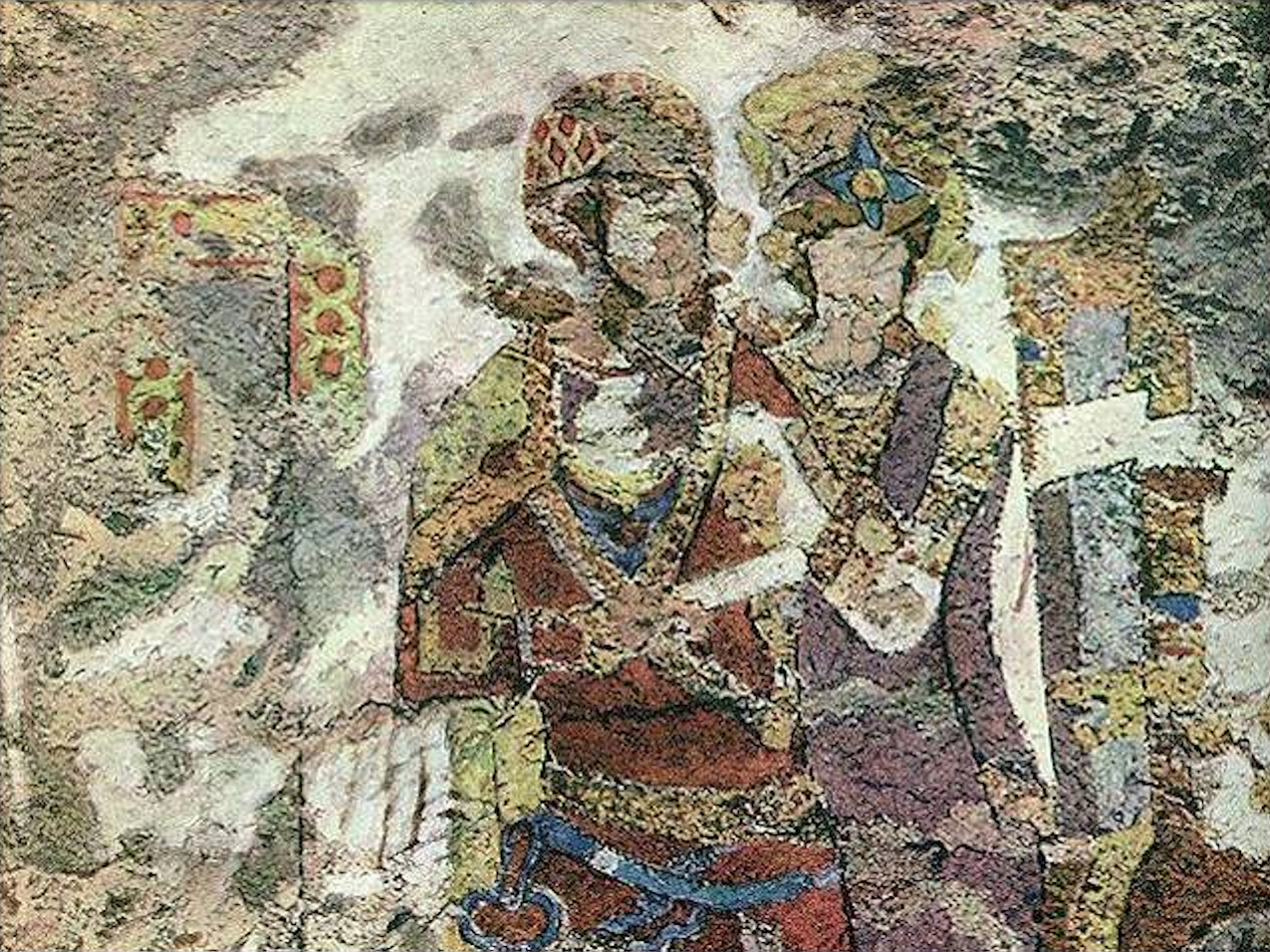
Mural del monte Khajeh
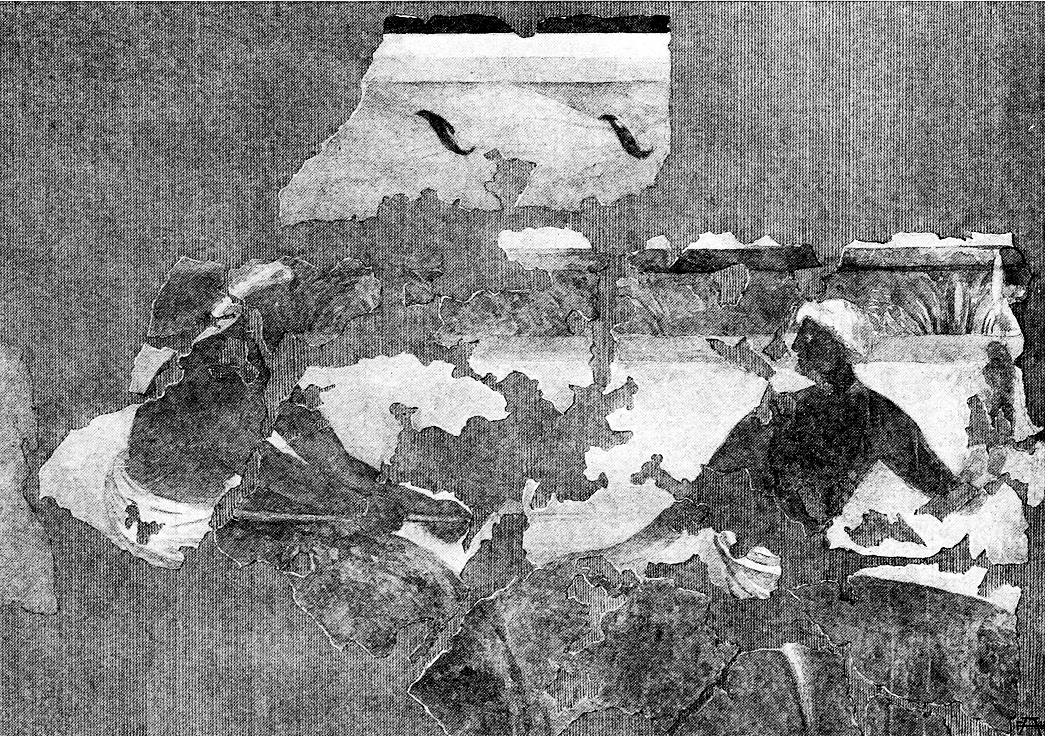
Dibujo de una pintura del monte Khajeh, Ghahga-Shahr
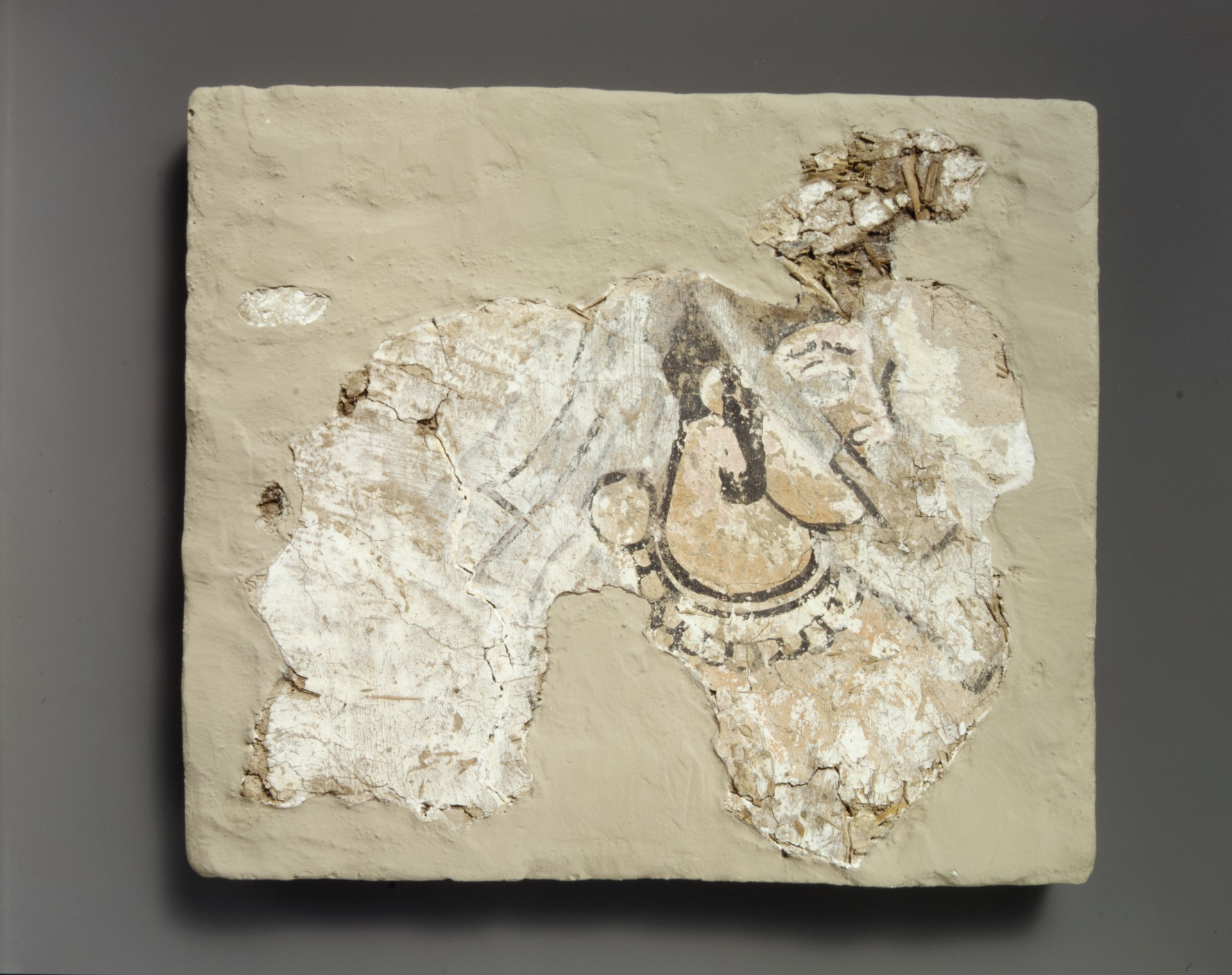
Pintura mural sasánida de una mujer con tapa boca, Kuh-i Khwaja, siglo VII
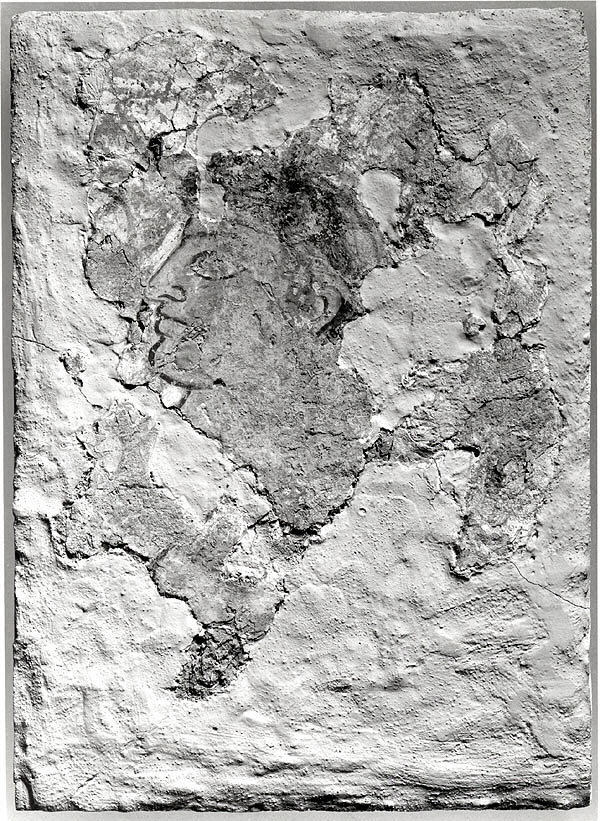
Pintura mural sasánida de Kuh-i Khwaja, siglo VII

## Galería

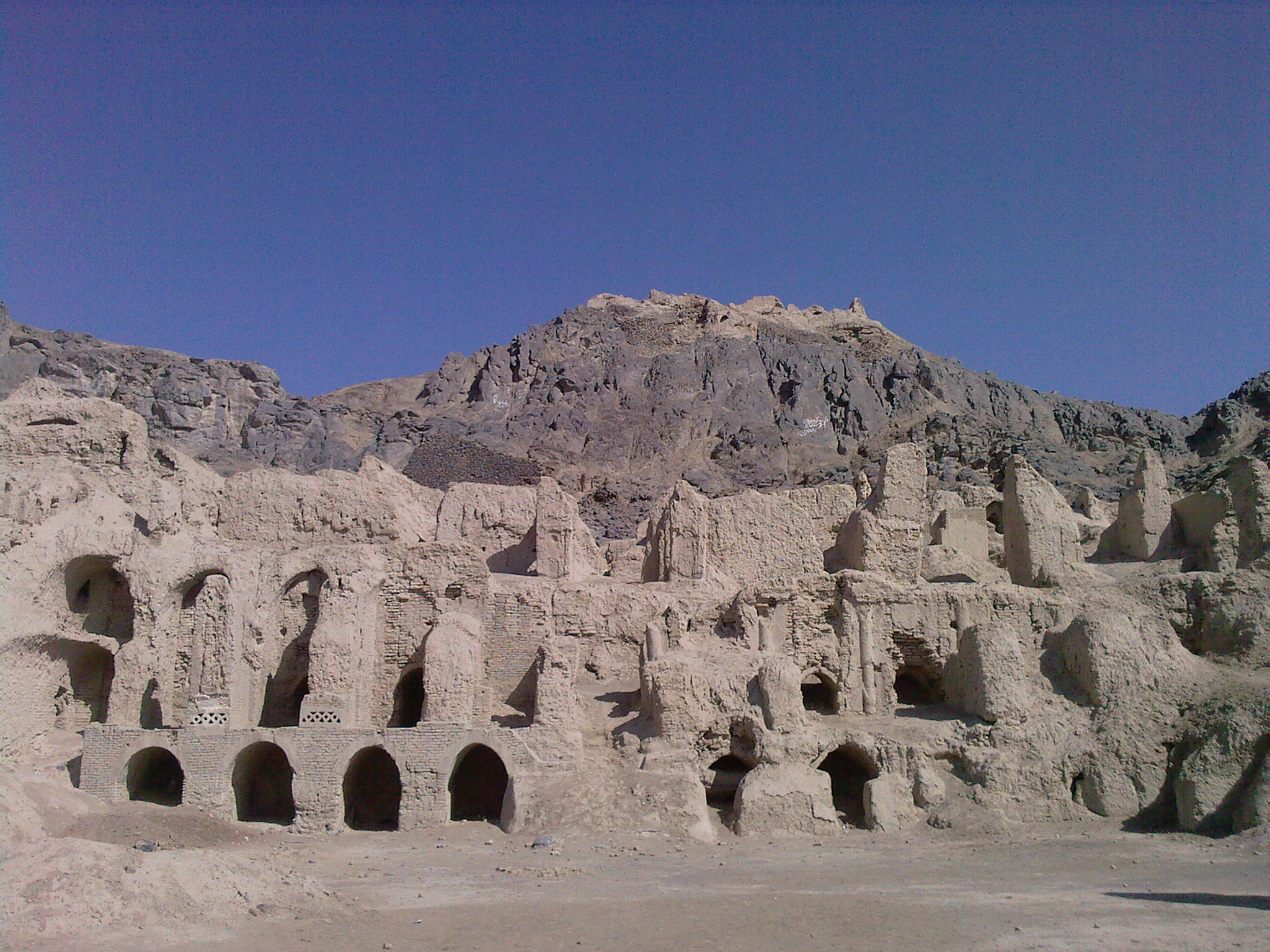
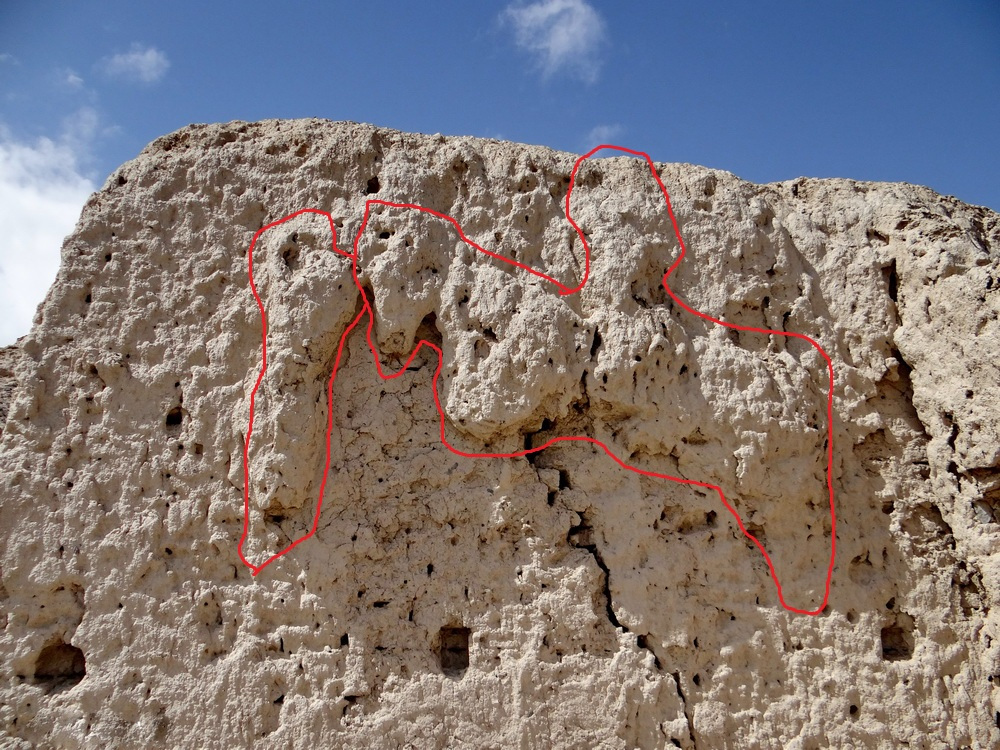
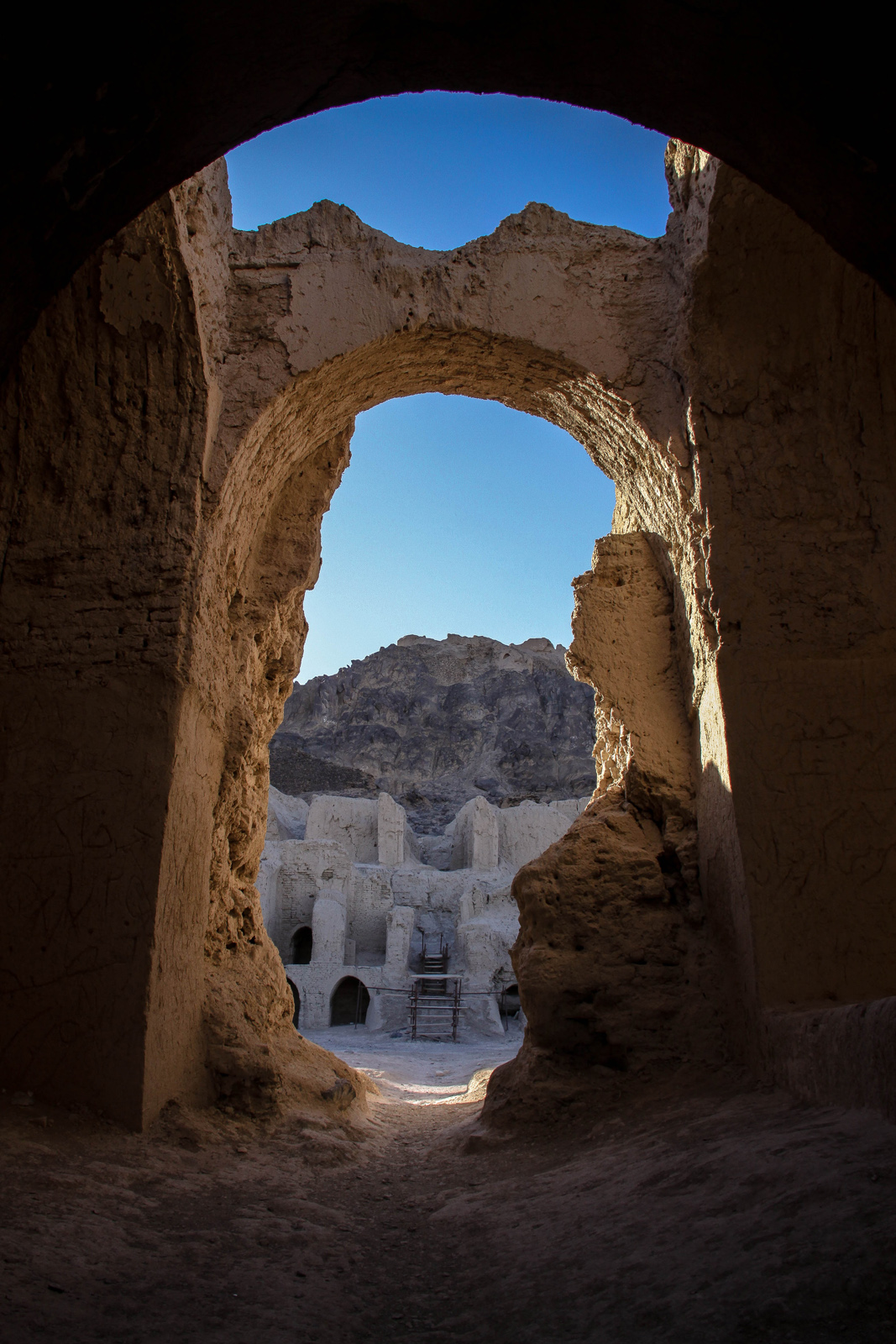

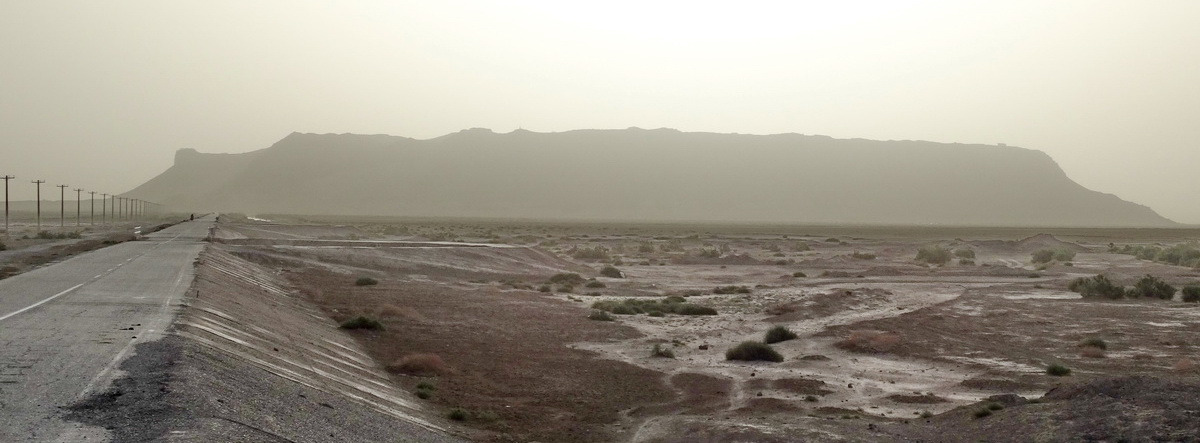
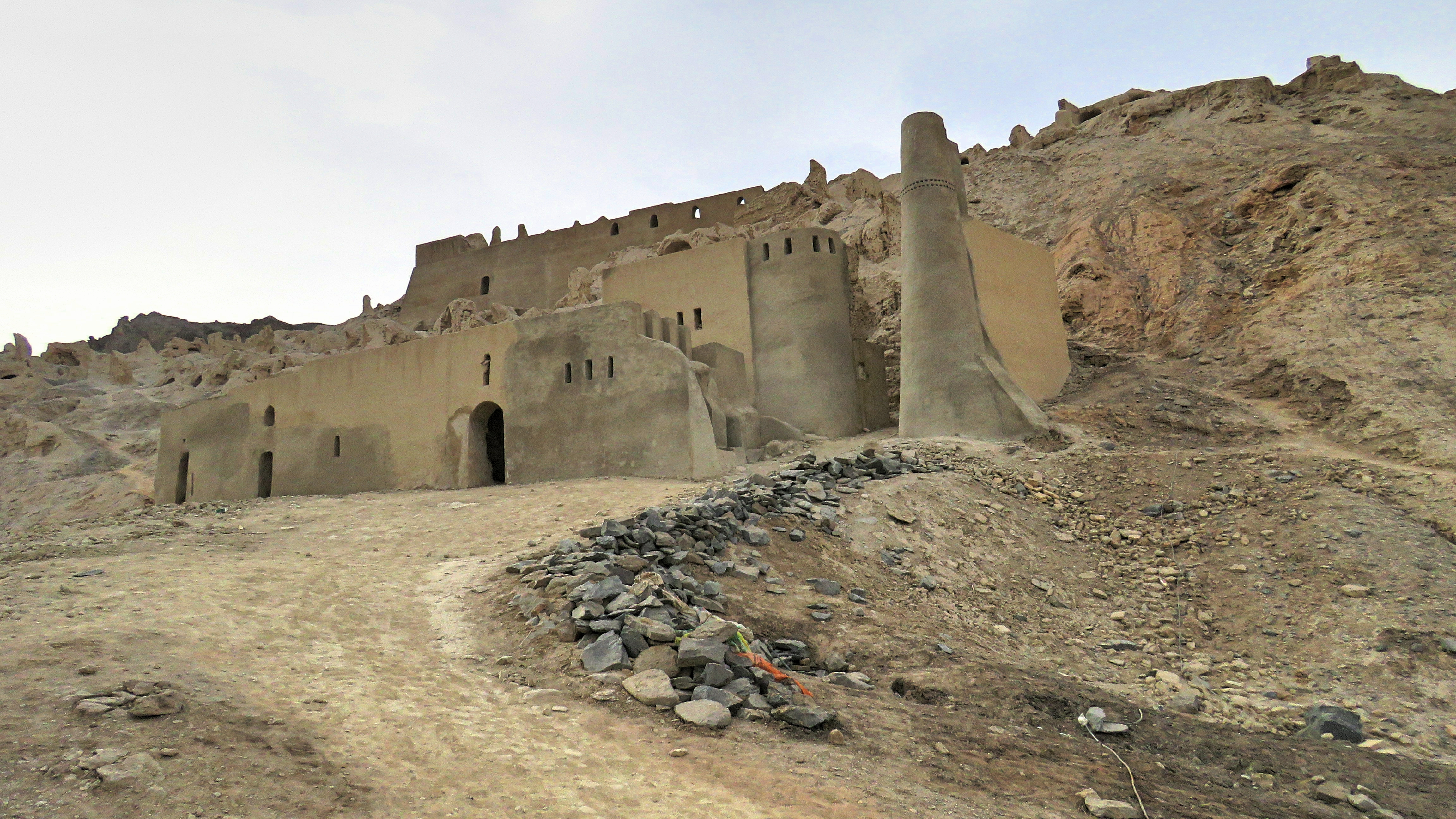
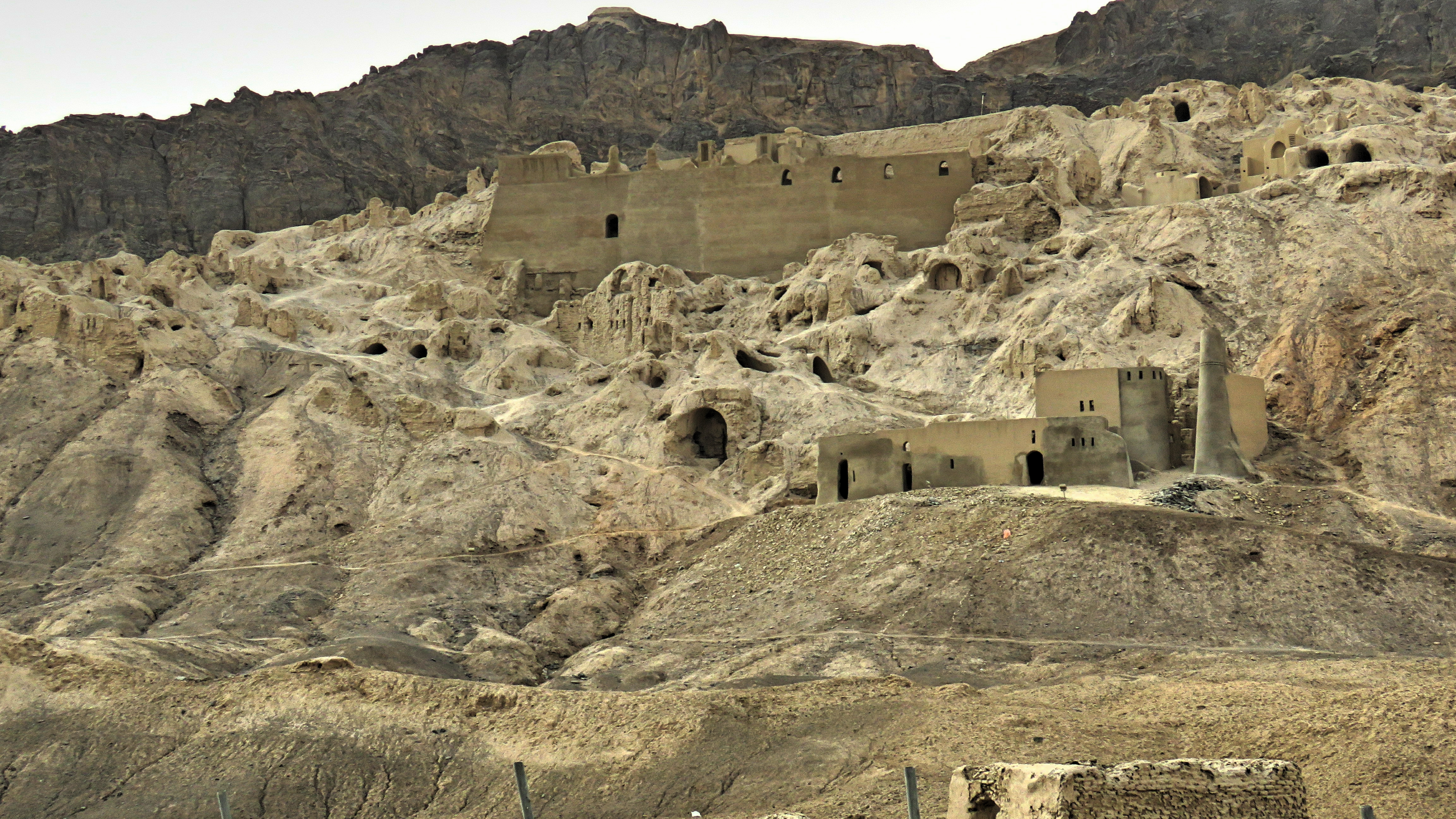